# Wroniecki osiołek
Wroniecki osiołek – kompozycja rzeźbiarska autorstwa Roberta Sobocińskiego odsłonięta w maju 2016 we Wronkach, upamiętniająca historyczne wydarzenie z czasów II wojny światowej.
20 kwietnia 1941 na wronieckim rynku odbywały się uroczystości związane z obchodami urodzin Adolfa Hitlera, które zostały przerwane przez ryk osła, zaprzężonego do wózka na kanki z mlekiem. Zwierzę, woźnica i przypadkowi przechodnie zostali obici przez żandarmów. 
Rzeźba, odsłonięta 8 maja 2016 przedstawia ryczącego osła zaprzężonego w wóz.